# Хафиз Исмет Дибра
Хафиз Исмет Дибра (на албански: Hafiz Ismet Dibra) е албански религиозен деец и писател.

## Биография
Роден е в 1886 година в град Дебър, Османската империя, днес Северна Македония. Първоначално учи в родния си град, а след това в медресе, където печели почетната титла хафиз. Живее и учи известно време в Цариград, но след това заминава за днешна Албания. Там той развива широка просветна и религиозна дейност сред албанците. По време на първия конгрес на мюсюлманските албанци в Тирана през март 1923 година е избран за председател на ислямската общност. Преподава религиозни предмети в медресе в Тирана, като в това време изнася лекции и на други места. Негови религиозни и философски трудове са издадени в Тирана, а сборник с негови трудове e публикуван под егидата на албанския ислямски център в Детройт, САЩ в 1933 година.
Хафиз Исмет Дибра е арестуван по време на комунистическото управление в Албания на 60 години и е осъден на 12 години затвор заради религиозните си убеждения. Умира в 1955 година в Тирана на 69 години.